# Thilo Baum
Thilo Baum (* 19. Dezember 1970 in Schwäbisch Hall) ist ein deutscher Journalist und Autor.

## Leben
Er studierte Kommunikationswissenschaft an der Freien Universität Berlin. Von Juni 2002 bis Dezember 2003 war er als Schlussredakteur beim Berliner Kurier beschäftigt. Seit 2004 ist er Freiberufler und arbeitet unter anderem als Unternehmensberater, Speaker und Seminarleiter. Zudem ist er Trainer bei der Theodor-Heuss-Akademie der Friedrich-Naumann-Stiftung für die Freiheit.

## Veröffentlichungen
- Immun gegen Unsinn. Wie wir uns eine fundierte Meinung bilden. GABAL 2024, ISBN 978-3-96739-198-5
- Die Kundenbrille. Wie Sie mit den richtigen Denkmustern erfolgreich verkaufen. Börsenmedien 2022, ISBN 978-3-86470-817-6
- Wann und wie ist Gendern sinnvoll? SWR2 Wissen, 17. Juni 2021 (Radio-Feature)[2]
- Vom Experten zum Autor. So schreiben Sie das Buch zu Ihrer Positionierung. Midas Verlag 2020, ISBN 978-3-03876-534-9
- Meinungsfreiheit. Wo sind die Grenzen des Sagbaren? SWR2 Wissen, 29. März 2020 (Radio-Feature) online
- Schluss mit förmlich! So geht menschliche Unternehmenskommunikation. Relevanz 2019, ISBN 978-3-948560-00-3
- zusammen mit Frank Eckert Sind die Medien noch zu retten? Das Handwerk der öffentlichen Kommunikation. Midas 2017, ISBN 978-3-907100-88-2
- Das Buch der 1000 Gebote. So funktioniert das Leben. Midas Verlag 2014, ISBN 978-3-907100-66-0
- Sucht bitte alle Dative! Warum Schule und Kreativität oft nicht zusammenpassen. SWR2 Wissen, 26. Oktober 2014 (Radio-Feature)
- Im Dienste der Kunden. Warum sich Arbeitnehmer und Manager neu orientieren müssen. SWR2 Wissen, 7. Juli 2013 (Radio-Feature)
- Die Bildungslücke. Der komprimierte Survival-Guide für Berufseinsteiger. Börsenmedien 2012, ISBN 978-3-942888-96-7
- Denk mit! Erfolg durch Perspektivenwechsel. Stark 2012, ISBN 978-3-86668-567-3
- Thema verfehlt! Sechs! Wie das Bildungssystem am Leben vorbeilehrt. SWR2 Wissen, 25. November 2012 (Radio-Feature)
- Mach dein Ding! Der Weg zu Glück und Erfolg im Job. Eichborn 2010, ISBN 978-3-86668-429-4
- Komm zum Punkt! Das Rhetorik-Buch mit der Anti-Laber-Formel. Eichborn 2009, ISBN 978-3-86668-430-0
- 30 Minuten für gutes Schreiben. Gabal 2004, ISBN 3-89749-477-9, auch als Hörbuch: 2006, ISBN 3-89749-640-2
- Günter, der innere Schweinehund, lernt flirten. Gabal 2007, ISBN 3-89749-665-8
- Günter, der innere Schweinehund, wird Nichtraucher. Ein tierisches Gesundheitsbuch. Gabal 2006, ISBN 3-89749-625-9
- Rauchen oder nicht rauchen?. Bundesverband der Betriebskrankenkassen 2005